# 212ª Divisione costiera
La 212ª Divisione Costiera fu una grande unità di fanteria del Regio Esercito italiano durante la seconda guerra mondiale.

## Storia
La divisione venne creata il 22 novembre 1941 per trasformazione del XII Settore Costiero di Brigata e fu inquadrata nel XXXI Corpo d'armata appartenente alla 7ª Armata.. Venne riorganizzata tra agosto e settembre 1943 e difendeva, nel settore ionico, 54 chilometri di costa fra nord Marina di Badolato e stazione di Cropani mentre nel settore tirrenico copriva 83 chilometri di costa fra Capo Vaticano compreso e stazione Serra d'Aiello esclusa e qui rimase fino a settembre 1943 quando venne sciolta

## Ordine di battaglia dal 5 marzo al 15 ottobre 1942[1]
- 115º Reggimento Costiero
  - 34º Battaglione Costiero
  - 346º Battaglione Costiero
  - XII Gruppo "Cavalleggeri di Alessandria"
  - Nuclei Anti-Paracadutisti: 320°, 321°, 324°, 446° e 22°
- 144º Reggimento Costiero
  - 116º Battaglione Costiero
  - 141º Battaglione Costiero
  - VIII Gruppo "Genova Cavalleria"
  - Nuclei Anti-Paracadutisti: 445°
- 148º Reggimento Costiero (passò alla 214ª Divisione Costiera il 21/7/1943)
  - 315º Battaglione Costiero
  - 347º Battaglione Costiero
  - Nuclei Anti-Paracadutisti: 444°
  - CVIII Battaglione Mitraglieri
  - 108ª Compagnia mortai da 81
- 103º Reggimento Costiero (passò alla 214ª Divisione Costiera il 21/7/1943)
  - 314º Battaglione Costiero
  - 158º Battaglione Costiero
  - 342º Battaglione Costiero
  - VI Gruppo "Lancieri di Novara"
  - Nuclei Anti-Paracadutisti: 322° e 443°
  - Treno Armato 152/40/RM
- 45º Raggruppamento artiglieria
  - IX Gruppo P.C.
    - 25ª Batteria da 75/27
    - 202ª Batteria da 105/28

  - XI Gruppo P.C.
    - 151ª Batteria da 149/35
    - 166ª Batteria da 149/35
    - 13ª batteria da 75/27
    - 62ª Batteria da 75/27
    - 355ª Batteria da 75/27

  - LXXXI Gruppo P.C.
    - 205ª Batteria da 105/28
    - 229ª Batteria da 105/14
    - 152ª Batteria da 149/35
    - 67ª Batteria da 149/35

  - CCVII Gruppo Skoda da 100/22 su tre batterie
- 212ª Compagnia mista Genio

## Ordine di battaglia Agosto 1943[1]
- 115º Reggimento Costiero
  - 346º Battaglione Costiero
  - XII Gruppo squadroni "Lancieri di Alessandria"
- 144º Reggimento Costiero
  - 161º Battaglione Costiero
  - 347º Battaglione Costiero
  - VI-VIII Gruppo cavalleria "Genova Cavalleria"
- CVIII Battaglione Mitraglieri
- 414ª Compagnia Mortai da 81
- CCVII Gruppo artiglieria divisionale
- 45º Raggruppamento artiglieria
  - IX Gruppo
  - XI Gruppo
  - LXXXI Gruppo
- Raggruppamenti anti paracadutisti (N.A.P): 189°, 320°, 321°, 324°, 443°, 444°, 445°, 446°
- Battaglioni costieri non reggimentati: 595°, 418°, 378°, 543°, 875°, 210° e 347° T.M.
- Treno Armato 152/40/III/T

## Comandanti
- Generale di Divisione Ugo Medori (22 novembre 1941 - 8 settembre 1943)[2]